# Verne Grant
Verne Edwin Grant (17 de octubre de 1917 - 29 de mayo de 2007) fue un botánico estadounidense quien dedicó su carrera al estudio de la evolución vegetal. Mientras cursaba el secundario Verne leyó El origen de las especies de Charles Darwin, libro que promovió su interés por la naturaleza y la evolución. En 1940 recibió su Bachelor en botánica por la Universidad de California (Berkeley). Ese mismo año, dejó California en una moto para iniciar su viaje de cinco años a Sudamérica como naturalista y luego como traductor del Departamento de Guerra de Estados Unidos en Panamá.
En 1949 Verne obtuvo en Berkeley su doctorado en Botánica y Genética. Durante los siguientes años trabajó como investigador visitante en el Instituto Carnegie de Washington (Stanford, California), como genetista y taxónomo experimental en el Jardín Botánico Rancho Santa Ana y en el colegio de graduados de Claremont; com profesor de Biología en la Universidad de Texas A&M (College Station, Texas) y en la Universidad de Arizona.
Durante 1970 hasta 2007 fue profesor de la Universidad de Texas en Austin, lugar desde condujo investigaciones y escribió más de diez libros y más de 140 trabajos científicos en los campos de la biología de especies, genética de plantas, ecología de la polinización y teoría evolutiva. Muchos de sus libros fueron traducidos al alemán, español, ruso y chino.

## Algunas publicaciones
- verne Grant. 1983. The Systematic and Geographical Distribution of Hawkmoth Flowers in the Temperate North American Flora. In: Botanical Gazette 144 ( 3): 439–449 pp. 439

### Libros
- verne Grant. 1989. Especiación vegetal. Área Biología. Editor	Limusa, 200 pp. ISBN 968-18-3026-1

- -------------------. 1985. The evolutionary process: a critical review of evolutionary theory. Edición ilustrada de Columbia Univ. Press, 499 pp. ISBN 0-231-05752-0, 9780231057523

- -------------------. 1978. Genetics of Flowering Plants. Edición ilustrada de Columbia Univ. Press, 514 pp. ISBN 0-231-08363-7

- -------------------. 1964. The architecture of the germplasm. Editor Wiley, 236 pp.

- -------------------. 1963. The Origin of Adaptations, Columbia paperback 110. 2.ª edición ilustrada de Columbia Univ. Press, 606 pp. ISBN 0-231-08648-2 en línea

## Honores
Miembro de
- Academia Nacional de Ciencias de Estados Unidos[1]